# Römisch-katholische Kirche in Afghanistan
Die römisch-katholische Kirche in Afghanistan umfasst ausschließlich Ausländer in Afghanistan. Eine christliche Minderheit unter der afghanischen Bevölkerung gibt es nicht.
Die Zahl ihrer Mitglieder ist nicht bekannt. Sie wurde Ende 2007 auf 250 geschätzt. Die Gläubigen werden von einem Priester der Ordensgemeinschaft der Barnabiten betreut, der zugleich seit dem 16. Mai 2002 Oberer der Mission sui juris Afghanistan ist, womit die Katholiken Afghanistans quasi zu einer selbständigen Diözese ohne Bischof wurden. Der Missionsobere des 652.000 km² großen Gebietes arbeitete 2004 mit 3 Ordensschwestern zusammen.
Unter der Herrschaft der Taliban sind in Afghanistan nicht-islamische Religionen und deren Ausübung verboten. Die jüngeren Geschehnisse und die politische Umwandlung des Landes betreffen auch die katholische Kirche.